# Agathidium convexum
Agathidium convexum är en skalbaggsart som beskrevs av Sharp 1866. Agathidium convexum ingår i släktet Agathidium, och familjen mycelbaggar. Arten är reproducerande i Sverige.